# PFC CSKA 모스크바
PFC CSKA 모스크바(러시아어: Профессиональный футбольный клуб ЦСКА Москва)는 CSKA 모스크바 산하의 축구 클럽으로, 1911년에 창단되었다. 모스크바를 연고로 하며, 홈경기는 수용 인원 30,000명의 VEB 아레나에서 치른다.

## 선수단

### 1군 명단
2025년 7월 2일 기준

참고: FIFA 자격 규정에 따라 소속된 국가대표팀 국기를 표시합니다. 선수는 복수의 FIFA 비회원국 국적을 가지고 있을 수 있습니다.
| 번호 | 포지션 | 국적 | 이름                     |
| ---- | ------ | ---- | ------------------------ |
| 13   | DF     |      | 켈벤                     |
| 14   | MF     |      | 예고르 우샤코프          |
| 35   | GK     |      | 이고리 아킨페예프 (주장) |

| 번호 | 포지션 | 국적 | 이름 |
| ---- | ------ | ---- | ---- |

## 역대 감독
| 감독            | 임기        |
| --------------- | ----------- |
| 발레리 가자예프 | 2001 ~ 2003 |
| 아르투르 조르즈 | 2003 ~ 2004 |
| 발레리 가자예프 | 2004 ~ 2008 |
| 지쿠            | 2009        |
| 마르코 니콜리치 |             |

## 역대 우승

### 국내 대회
- 소비에트 톱 리그 / 러시아 프리미어리그 (13회) : 1946, 1947, 1948, 1950, 1951, 1970, 1991, 2003, 2005, 2006, 2012-13, 2013-14, 2015-16
- 러시아 컵 / 소비에트 컵 (12회) : 1945, 1948, 1951, 1955, 1991, 2002, 2005, 2006, 2009, 2011, 2013
- 러시아 슈퍼컵 (6회) : 2004, 2006, 2007, 2009, 2013, 2014, 2018

### 유럽 선수권 대회
- UEFA 챔피언스 리그: 0
  - 8강: 2009-10
- UEFA컵 / UEFA 유로파리그: 1

2004-05
- - 8강: 2017-18
- UEFA 슈퍼컵: 0
  - 준우승 (1): 2005